# 岡田次作

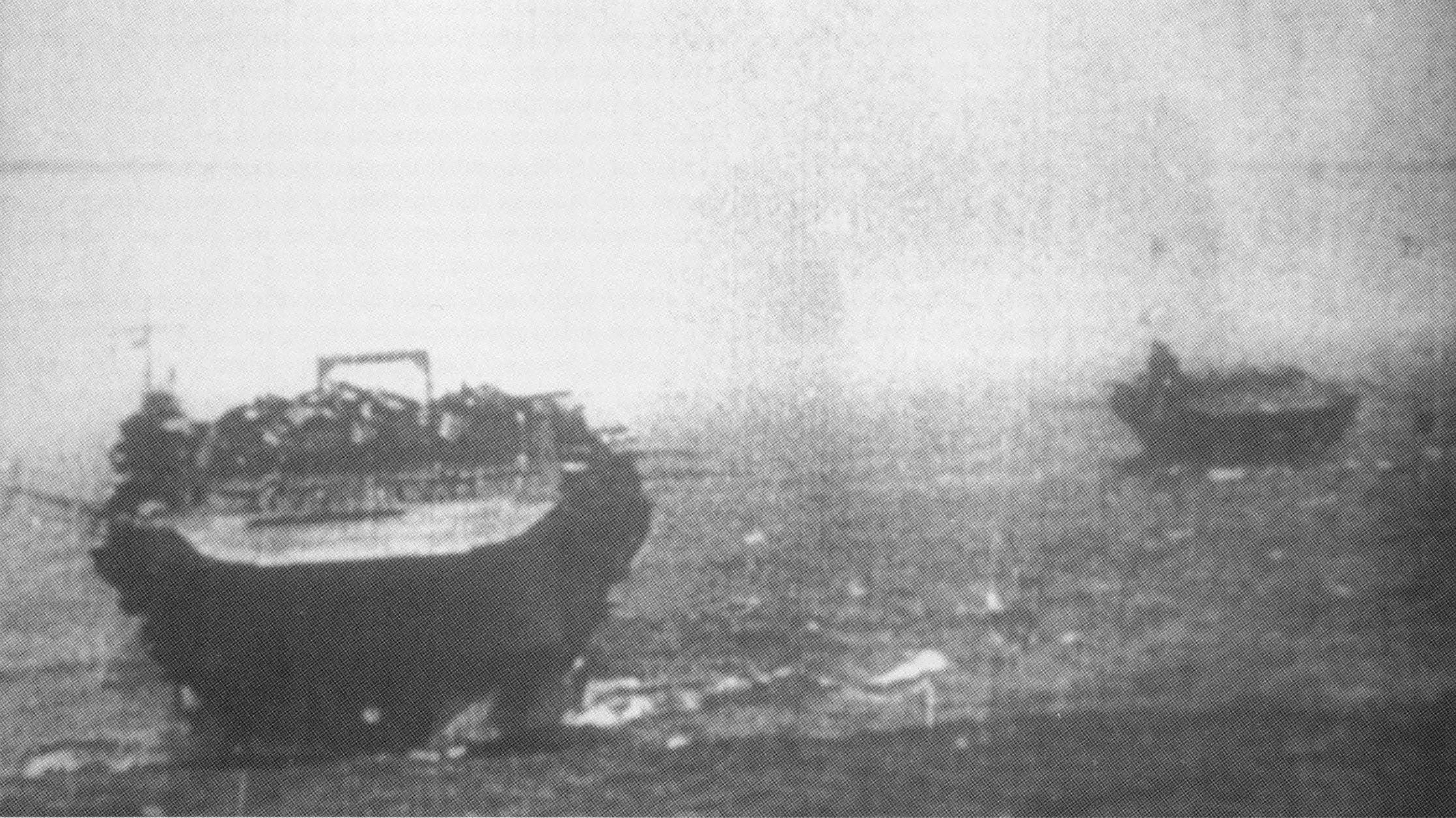
真珠湾攻撃に向かう岡田艦長座乗の「加賀」(左)と「瑞鶴」

岡田 次作（おかだ じさく、1893年（明治26年）8月13日 - 1942年（昭和17年）6月5日）は、日本の海軍軍人。最終階級は海軍少将。栄典は正五位勲三等功四級。

## 経歴
石川県金沢市千日町出身。金沢第一中学校（現：石川県立金沢泉丘高等学校。中第18回生、鈴木貫太郎内閣の大蔵大臣・広瀬豊作と同級生）を経て、1914年（大正3年）12月、海軍兵学校（第42期）を63番/117名で卒業。
1915年（大正4年）12月、海軍少尉に任官し防護巡洋艦「須磨」乗組。海軍砲術学校高等科で学ぶ。1921年（大正10年）12月、駆逐艦「桂」乗組となる。
1922年（大正11年）1月、臨時航空術講習部部員兼横須賀海軍航空隊付となり航空畑に転じた。同年11月、霞ヶ浦海軍航空隊分隊長に就任し、同空教官などを務め、1926年（大正15年）12月、海軍少佐に昇進。1927年（昭和2年）12月、大村海軍航空隊飛行隊長に転じ、霞ヶ浦空飛行隊長兼教官、横須賀空付・欧米各国出張、横須賀空教官を経て、1932年（昭和7年）11月、空母「加賀」飛行長に就任。同年12月、海軍中佐に進級。
1933年（昭和8年）10月、館山海軍航空隊副長に就任し、海軍航空本部出仕（教育部）、航空本部教育部部員を歴任。42期生の一選抜組に遅れること1年、1936年（昭和11年）12月、海軍大佐に昇進し軍令部出仕となる。海軍大学校で特修学生として学ぶ。特修学生は海大に入学することなく大佐、中佐になった者のなかから大臣が選考のうえ命じたもので、海軍内でも将来を期待されていた存在だった。西村祥治中将（39期）、吉良俊一中将（40期）、大森仙太郎中将（41期）も特修学生である。
1937年（昭和12年）1月の頃には、同期生中における岡田の序列は21番にまで上昇していた。岡田の後には、海軍省軍務局第二課長として積極的に日米開戦を推進した石川信吾少将（海兵卒業時のハンモックナンバーは45番）、戦艦「武蔵」の初代艦長となる有馬馨中将（40番）、第二艦隊参謀長としてレイテ沖海戦（1944年10月）に参加した小柳富次中将（72番）など太平洋戦争で名が知られる将官たちが続いた。同年8月、第二十三航空隊司令に就任し、兼第三艦隊司令部付、水上機母艦「能登呂」艦長、空母「龍驤」艦長を経て、1938年（昭和13年）12月から2年10か月の間、海軍航空の総元締である航空本部総務部第一課長兼技術会議員を長く勤め、豊田貞次郎中将（33期首席）、井上成美中将（37期次席）と二代の本部長に仕えた。
1941年（昭和16年）9月、第一航空艦隊（司令長官南雲忠一中将・36期）に所属する空母「加賀」の艦長職を前任で同期生である山田定義大佐（5番）から引き継ぐ。真珠湾攻撃はそれから2か月余り後のことである。
1942年（昭和17年）6月、ミッドウェー海戦にて、米空母「エンタープライズ」の艦爆隊SBDドーントレスが放った爆弾が「加賀」に続けざまに命中した。岡田が所在した「加賀」艦橋の至近距離にあった航空ガソリンタンク車が炎上して艦橋を焼き尽くし、岡田は戦死した（48歳没、海軍少将に進級。副長・航海長・主計長の3名も艦橋で同時に戦死）。最先任者となった天谷孝久飛行長（兵51期、海軍中佐）が「加賀」の指揮権を継承した。
岡田は海軍爆撃術の開発にあたった人物で、爆撃の名手として知られた人物であった。
霞ヶ浦海軍航空隊教官時代同部隊に勤務していた草鹿龍之介（中将、41期）によれば、事故発生に対する予感が鋭く、発生前から騒ぎ立てて警告する上にその警告がよく当たるので「何とも薄気味の悪い男」と評している。

## 栄典
- 1942年（昭和17年）6月5日 - 正五位[6]